# Francesco I Gattilusio
Francesco I Gattilusio (mort le 6 août 1384) est le premier membre de la famille gênoise Gattilusi à régner sur l'île de Lesbos, en mer Égée, en tant que vassal de l'empereur byzantin.
La famille Gattilusio vient de la république de Gênes. Les parents de Francesco et de son frère Niccolò (en)   ne sont pas connus, bien que d’après des inscriptions héraldiques, Anthony Luttrell (en) affirme que leur mère était membre de la famille Doria.
Francesco entre dans l'histoire en tant que flibustier ou pirate. En 1354, Francesco et son équipage débarquent sur Tenedos. L'île sert à l'époque de résidence à Jean V. Paléologue, l'un des trois co-empereurs du trône de l'Empire byzantin, les autres étant son beau-père Jean IV Cantacuzène et son beau-frère Mathieu Cantacuzène. Jean V et sa belle-famille étaient en conflit à l'époque.
Jean V et Francesco forment alors une alliance pour permettre à Jean de reprendre le contrôle de Constantinople. En retour, on lui donnerait Irène rebaptisée Maria Palaiologina, une sœur de Jean V, en mariage.
Début décembre 1354, Francesco mène une flotte à Constantinople. Ils s’approchent de la ville tard dans la nuit et font semblant d'avoir besoin d'aide. Ils affirment que l'un de leurs navires s'enfonçait, demandent de l'aide pour sauver la cargaison du naufrage, et promettent une part de celle-ci aux sentinelles de la ville pour leur aide. Voyant une chance de faire du profit les sentinelles ouvrent une porte. Francesco fit alors entrer environ cinq cents hommes armés, prit le commandement des murailles de Constantinople, et réveilla les citoyens de leur sommeil avec des cris en faveur de Jean V, provoquant des émeutes pour réclamer son retour.
Le 4 décembre 1354, Jean VI démissionne de son titre et se retire dans un monastère.

## Seigneur
Francesco a réussi à reprendre le contrôle de la capitale pour Jean V et a retiré son principal rival du domaine politique. Jean V conclu leur accord en faisant de Francesco son beau-frère.
Le 17 juillet 1355, Francesco est encore récompensé par le titre d'Archonte (Seigneur) de Lesbos. Jean V lui a offert l'île comme dot pour sa sœur.
En 1366, Francesco se joint à Amédée VI, comte de Savoie et Louis Ier de Hongrie dans une campagne pour restaurer la stabilité de l'Empire byzantin. Ensemble, ils prennent Gallipoli alors aux mains de Mourad Ier de l'Empire ottoman après deux jours de combats. En octobre, la flotte d'Amadeus et de Gattilusio se rendant sur la côte bulgare de la mer Noire et ont capturé plusieurs châteaux et villes côtières comme Skafida, Sozopol, Mesembria, Emona et Anchialo.
En 1369, Francesco accompagne Jean V lors de son voyage à Rome, avec Démétrios Kydones, qui se conclut par la conversion de Jean V au catholicisme le jeudi 18 octobre, dans un effort infructueux pour attirer le soutien occidental à l'Empire fortement affaibli.

## Mort
Le 6 août 1384, un tremblement de terre frappe Lesbos. Francesco, sa femme et ses deux fils aînés, Andronico et Domenico, sont tous tués. Dans une lettre, Kydones écrivit de Constantinople peu après l'événement et décrit comment les futures épouses des deux fils morts arrivaient de loin et ont fouillé pour chercher parmi les ruines les corps des maris qu'elles n'avaient jamais vus.
Cependant, le troisième fils Jacopo a survécu et a pris la succession de son père à la tête de Lesbos sous le nom de Francesco II.

## Descendance
Francesco et Maria Palaiologina ont eu trois fils :
- Andronico Gattilusio (c. 1356 – 6 août 1384)
- Domenico Gattilusio (c. 1358 – 6 août 1384)
- Francesco II Gattilusio (en) (c. 1365 – 26 octobre 1404)